# 本多麻衣
本多 麻衣（ほんだ まい、Mai Honda、1989年1月22日 - ）は、日本の女性タレント・モデルである。
東京都出身。東洋英和女学院大学卒業。愛称は「マイティー」。

## 来歴
- 2007年度、WORLD MISS UNIVERSITY CONTEST IN JAPAN（審査員特別賞）
- 2008年度、「ミス東洋英和女学院大学」
- 2010年12月に、それまで所属していたセント・フォース（当時のスプラウト部門）との契約を解消。その後プレステージエンターテイメントを経て、2014年12月よりスペースクラフトに移籍した。
- 2012年、第29回ベストジーニスト・一般新人部門を受賞。2013年の同賞を受賞した志摩マキ、2014年度の同アーティスト部門賞を受賞した近衛えみりとユニット『JEANIST』を組み2014年10月24日にミニ・アルバムをリリースした[1]。

## 出演

### テレビ
- キャンパスナイトフジ（フジテレビ、2009年4月～2010年3月） - キャンパスナイターズ

### 映画
- 踊る大捜査線 THE MOVIE3 ヤツらを解放せよ!（2010年）

### 舞台
- ファミリーウォーズ（2012年8月1日 - 5日、天才劇団バカバッカ

### 出版
写真集
- キャンパスナイトフジ しこたま卒業アルバム（2010年3月19日、講談社） ISBN 978-4-06-379441-0

雑誌
- MAQUIA集英社） - マキアビューティーズの一員として

## CD
- エロくないのにエロく聴こえる歌 〜しこたまがんばれ!〜（2010年3月17日、ポニーキャニオン） - キャンパスナイターズ
- jeanist（2014年10月24日、PLAYBUTTON/MMP RECORDS） - JEANIST